# Liaquat Park
A Liaqua Nemzeti Park (röviden általában Liaquat Park, urduul általában Liaqua Bagh لیاقت باغ, hivatalosan Önkormányzati Park) egy híres park Pakisztánban, Pandzsábban, Ravalpindiben.

## A park
A park eredeti hivatalos neve Önkormányzati Park volt, de Liaquat Ali Khan 1951-es itteni meggyilkolása után átnevezték Liaquat Nemzeti Parkra. Politikai gyűlések és beszédek helyszíneként vált ismertté. Benazír Bhuttót 2007. december 27-én egy nagygyűlés elhagyása közben itt öltek meg.